# جوزيه كولينز (محامي)
جوزيه كولينز (بالإنجليزية: Josiah Collins)‏ هو محامي أمريكي، ولد في 1864، وتوفي في 1949.
1. 1 2  Clinton A. Snowden (1909), History of Washington: The Rise and Progress of an American State (بالإنجليزية), OL:239073W, QID:Q19040304
2. 1 2  The Times-News (بالإنجليزية والإنجليزية), Burlington, OCLC:35154691, QID:Q7806507